# Famille Jacquin de Margerie
La famille Jacquin de Margerie est une famille subsistante d'ancienne bourgeoisie française, originaire de Champagne, puis établie en Picardie.

## Histoire
La famille Jacquin est une famille d'ancienne bourgeoisie originaire de Champagne (Avenay), qui entra dans l'administration royale au niveau local sous le règne du roi Louis XIV. Elle se fixa en Picardie avec Gérard Jacquin de Pantenay (né en 1679), dont l'épouse était originaire d'Amiens, et qui y fut appelé par un oncle de sa femme pour entrer dans l’administration des domaines. Il devint directeur des domaines du roi pour la généralité d'Amiens. Son petit-fils, Jean-Baptiste Jacquin, directeur des domaines à Melun, aurait pris le nom de la terre de Margerie (Marne) que ses descendants conservèrent et l'aurait officiellement ajouté en complément de leur patronyme au XVIIIe siècle.
Cette famille compte parmi ses membres des diplomates, mais aussi des hauts fonctionnaires et des dirigeants de grands groupes privés.
La famille Jacquin de Margerie est membre de l'Association des anciens honneurs héréditaires.

## Généalogie simplifiée
Cette généalogie non-exhaustive, ci-dessous, est issue des travaux d'André Delavenne dans Recueil généalogique de la bourgeoisie ancienne.
- Armand Charles Jacquin de Margerie (1790-1867)[7], propriétaire[8]. Il épouse Elisabeth Fidière des Prinvaux (1800-1837).
  - Eugène Jacquin de Margerie (1820-1900), avocat à la cour d'appel de Paris et écrivain[7]. Il épouse Thérèse Charlotte Demion (1827-1911)
    - Charles Jacquin de Margerie (1855-1934), sculpteur et ancien élève de l'Académie Julian, commandeur de l'ordre de Saint-Grégoire-le-Grand. Il épouse Charlotte Rohault de Fleury (1864-1948), fille du peintre Hubert Rohault de Fleury.
      - Alain Jacquin de Margerie (1899-1979)[7] épouse Jane Ehrmann (1898-1977), fille du peintre Alexandre Ehrmann et de Rosalie Marx[7].
        - Pierre-Alain Jacquin de Margerie (1922-2006), administrateur attaché au secrétariat exécutif de l'OTAN[9], puis administrateur de sociétés et vice-président d'Axa[9], officier de la Légion d'honneur. Il épouse en premières noces en 1955 la comtesse Monique d'Oultremont (1926-1985), chevalier de la Légion d'honneur, fille du comte Jean d'Oultremont et d'Anne Armand, sans postérité ; puis épouse en secondes noces en 1962 Colette Taittinger (1928), officier de la Légion d'honneur, ex-épouse du capitaine Pierre Rodocanachi, fille du député Pierre Taittinger et de sa seconde épouse Anne Marie Mailly.
          - Patrice Rodocanachi-Jacquin de Margerie (1949), PDG de Generali et administrateur de sociétés[10], fils du capitaine Pierre Rodocanachi et de Colette Taittinger, adopté en 1962 par Pierre-Alain Jacquin de Margerie. Il épouse en premières noces Laurence Moullé-Berteaux (1935-1992), dont postérité, puis en secondes noces Anne Lefèvre d’Ormesson (1942), fille d'Olivier d’Ormesson et ex-épouse de Gabriel Armand, 4e comte Armand, avocat au barreau de Paris, associé du cabinet Goldsmith, Delvolvé & Associés.
          - Christophe Rodocanachi-Jacquin de Margerie (1951-2014), PDG de Total, fils du capitaine Pierre Rodocanachi et de Colette Taittinger, adopté en 1962 par Pierre-Alain Jacquin de Margerie. Il épouse Bernadette Prud'homme, dont postérité.
          - Jean-Marc Rodocanachi-Jacquin de Margerie (1955), fils du capitaine Pierre Rodocanachi et de Colette Taittinger, adopté en 1962 par Pierre-Alain Jacquin de Margerie. Il épouse Eugénie Chamayou, dont postérité.
          - Victoire Jacquin de Margerie (1963), diplômée de HEC Paris et de l’Institut d'études politiques de Paris, présidente de la PME de micromécanique pharmaceutique Rondol Industrie[11], présidente du conseil d'administration de Soitec.
          - Sybille Jacquin de Margerie (1965), architecte d'intérieur. Elle épouse en premières noces Didier Papeloux (1949), puis en secondes noces Gilles Riahi (1963).

    - Emmanuel Jacquin de Margerie (1862-1953), géologue[7] et président de la Société géologique de France.
      - Pâquerette de Margerie épouse Robert Vattier, acteur de l'univers pagnolien
        - Bérangère Vattier

  - Amédée Jacquin de Margerie (1825-1905), philosophe thomiste, doyen de la faculté catholique de Lille, commandeur de l'ordre de Saint-Grégoire-le-Grand. Il épouse Amélie Chebrou de Lespinats (1833-1903), fille d'Antonin Chebrou de Lespinats, directeur du haras de Pompadour, chevalier de la Légion d'honneur[7].
    - Antonin Jacquin de Margerie (1856-1914), ingénieur diplômé de l'École polytechnique, colonel d'artillerie [7]. Il épouse Marie-Thérèse Barbier (1861-1928)
      - Jean Jacquin de Margerie (1884-1958), capitaine des chasseurs à pied, chevalier de la Légion d'honneur[7]. Il épouse Lucie Couprie (1889-1940)
        - Monique Jacquin de Margerie (1913-2003) épouse François de Truchis de Varennes (1906-1986)
          - Hervé de Truchis de Varennes (1935), architecte urbaniste, épouse Jacqueline Caussé (1933), pianiste et professeure de musique.
            - Philippe de Truchis de Varennes (1962), dit Phil Baron, compositeur et photographe.
            - Isabelle de Truchis de Varennes (1964), dite Zazie,  auteure-compositrice-interprète.

        - Christiane Jacquin de Margerie (1915-1999) épouse Gérard de L'Épine (1910-1988)
        - Hubert Jacquin de Margerie (1917-1984)[7] épouse Myrrhis Devise (1920-2015)
          - Chantal Jacquin de Margerie (1943) épouse Jean de Demandolx-Dedons (1939)
          - Jean Jacquin de Margerie (1948) épouse Sylvie Parent (1950)
            - Brune Jacquin de Margerie (1976) épouse Alain Terzian (1949), producteur de cinéma et président de l'Académie des César[12].

          - Sabine Jacquin de Margerie (1950) épouse Bruno Assailly (1940)
            - Laure Assailly (1965) épouse Jean-Christophe Fromantin (1962), maire de Neuilly-sur-Seine et vice-président du conseil départemental des Hauts-de-Seine.

          - Yolaine Jacquin de Margerie (1954) épouse Jacques Baignères (1953), fils du journaliste Claude Baignères et petit-fils de Jacques Baignères, diplomate et homme de lettres.

      - Maxime Jacquin de Margerie (1886-1974), inspecteur des finances, directeur général adjoint du Crédit lyonnais[7]. Il épouse Marguerite Toussaint (1887-1965)
        - Christian Jacquin de Margerie (1911-1990), ambassadeur de France en Argentine de 1963 à 1968, aux Pays-Bas de 1968 à 1972 et en Grèce de 1973 à 1975[7], président de l'Association Valentin Haüy de 1979 à 1984. Il épouse Marie-Thérèse Lefebvre de Laboulaye (1915-2007)
          - Philippe Jacquin de Margerie (1938-2008)[13], maître des requêtes au Conseil d'État, chevalier de la Légion d'honneur. Il épouse Lolita de Yturbe (1940), fille de Miguel de Yturbe et de Charlotte Burin des Roziers.
          - Antoine Jacquin de Margerie (1941-2005), peintre, diplômé de l'École du Louvre. Il épouse Anne Guillet, diplômée de l'École du Louvre.

        - Bernard Jacquin de Margerie (1912-1991), inspecteur des finances, administrateur suppléant du Fonds monétaire international (FMI), secrétaire général du Comité interministériel pour les questions de coopération économique européenne (1949-51), président de l'Œuvre d'Orient (1980-91)[7]. Il épouse Élisabeth d'Irumberry de Salaberry (1912-1986)
          - Anne Jacquin de Margerie (1942) épouse François Bujon de L'Estang (1940), ambassadeur de France aux États-Unis (1995-2002) et ancien vice-président de l'Institut Pasteur.
            - Anne-Lorraine Bujon de L'Estang (1970), directrice de la rédaction de la revue Esprit.

      - Jacqueline Jacquin de Margerie (1889-1984) épouse Félix Barreau (1878-1946), ingénieur diplômé de l'École polytechnique, général de brigade, officier de la Légion d'honneur[7].

    - Eugène Jacquin de Margerie (1857-1908), avocat au barreau de Paris, chevalier de l'Ordre du Saint-Sépulcre de Jérusalem. Il épouse Bellona Généreux[7].
      - Antonio Jacquin de Margerie (1894-1964), président de l’Association catholique franco-canadienne de la Saskatchewan, épouse Agnès Lavergne (1897-1984)[7]
        - Paul Jacquin de Margerie (1931-1968), pianiste et professeur de chant choral à l'université Laval à Québec.
        - Jean Jacquin de Margerie, médecin, professeur de médecine et doyen de la faculté de médecine de l'université de Sherbrooke.

    - Pierre Jacquin de Margerie (1861-1942), ambassadeur de France en Thaïlande (1907-09), en Chine (1909-12), en Belgique (1919-22) et en Allemagne (1922-31). il épouse Jeanne Rostand (1879-1922)[7].
      - Roland Jacquin de Margerie (1899-1991), ambassadeur de France auprès du Saint-Siège de 1956 à 1959, en Espagne de 1959 à 1962, et en Allemagne de l'Ouest de 1962 à 1965, officier de la Légion d'honneur. Il épouse Jenny Fabre-Luce (1896-1991), sœur du journaliste Alfred Fabre-Luce, fille d'Edmond Fabre-Luce, vice-président du Crédit lyonnais, et d'Henriette Germain[7], fille d'Henri Germain, fondateur du Crédit lyonnais.
        - Bertrand Jacquin de Margerie (1923-2003), prêtre jésuite et théologien.
        - Emmanuel Jacquin de Margerie (1924-1991), ambassadeur de France en Espagne de 1977 à 1981, au Royaume-Uni de 1981 à 1984, et aux États-Unis de 1984 à 1989. Il épouse Hélène Hottinguer (1924-2013), fille de Maurice Hottinguer, banquier, chevalier de la Légion d'honneur, et de Blanche de Maupeou.
          - Gilles Jacquin de Margerie (1955), diplômé de l'École normale supérieure, agrégé de sciences sociales, ancien élève de l’École nationale d'administration, directeur général adjoint du groupe Humanis (2013-17), puis directeur de cabinet de la ministre de la Santé, nommé commissaire général du  Commissariat général à la stratégie et à la prospective (CGSP) en 2018. Il épouse Sophie-Caroline Tarnowski (1956), diplômée de l'École nationale d'administration (ENA), maître des requêtes au Conseil d'État.
          - Laure Jacquin de Margerie (1956) épouse Olivier Meslay (1956), conservateur de musée et directeur du Clark Art Institute.

        - Diane Jacquin de Margerie (1927-2023), femme de lettres, épouse Ricardo Pignatelli della Leonessa (1927-1985), ambassadeur d'Italie au Nigeria, puis en secondes noces l'écrivain Dominique Fernandez (1929), membre de l’Académie française.

      - Ysabelle Jacquin de Margerie (1926-2015) épouse Antoine Le Fèvre d'Ormesson (1924-2016), compositeur, sans postérité.

    - Antonine Jacquin de Margerie (1866-1955) épouse en 1897 Jules Auffray (1852-1916), député de la Seine et président de la Conférence Olivaint.
      - Henry Auffray (1898-1977), industriel, épouse en 1925 Amyelle de Caubios d'Andiran (1898-1992)
        - Jean-Paul Auffray (1926-2022), physicien.
        - Hugues Auffray (1929), dit Hugues Aufray, auteur-compositeur-interprète.
        - Pascale Auffray (1935-2000), dite Pascale Audret, actrice, épouse le réalisateur Roger Coggio, puis le producteur de musique Francis Dreyfus, arrière-petit-fils du capitaine Alfred Dreyfus[14].
          - Julie Dreyfus (1966), actrice, interprète des films de Quentin Tarantino, Kill Bill : Volume 1 et Inglourious Basterds.

## Armes
- D'argent au chevron de gueules, accompagné en chef de deux trèfles de sinople, et en pointe d'une tête de loup de sable percée d'un dard du même[15]